# Kaare (Estland)
Kaare is een plaats in de Estlandse gemeente Lääne-Nigula, provincie Läänemaa. De plaats heeft de status van dorp (Estisch: küla).
Tot in oktober 2017 viel Kaare onder de gemeente Martna. In die maand werd Martna bij de fusiegemeente Lääne-Nigula gevoegd.

## Bevolking
Het dorp had 3 inwoners op 31 december 2011 en 6 inwoners op 31 december 2021.

## Ligging
Het dorp ligt aan de Tugimaantee 31, de secundaire weg van Haapsalu naar Laiküla.

## Geschiedenis
In 1782 werd Kaare voor het eerst genoemd als Kare, een dorp op het landgoed Vogelsang (Estisch: Rannamõisa), maar vermoedelijk is het ouder. Het bestuurscentrum van het landgoed lag in het huidige dorp Rannajõe, een buurdorp van Kaare. In de jaren twintig en dertig van de 20e eeuw was Kaare een asundus (nederzetting), in 1945 werd het genoemd als dorp. Tussen 1977 en 1997 maakte het deel uit van Keskvere.